# اوزلم کایا (ورزشکار)
اوزلم کایا (تلفظ‌شده به صورت [ˈœzlæm kaˈja] ; متولد ۲۰ آوریل ۱۹۹۰ در اردهان، ترکیه) یک دونده دو نیمه استقامت اهل ترکیه است.  با قد ۱۶۵ سانتیمتر (۵ فوت ۵ اینچ)، ورزشکار قدبلند در ۴۹ کیلوگرم (۱۰۸ پوند) عضو باشگاه ورزشی شهرداری اسکوداراستانبول که آیتاچ اوزبکر آن را مربیگری می‌کند می‌باشد.  
کایا در المپیک ۲۰۱۲ و المپیک ۲۰۱۶ در ماده ۳۰۰۰ متر با سرعت پرش شرکت کرد.   او در مسابقات قهرمانی جهانی دو و میدانی سال ۲۰۱۷ که در لندن، انگلستان برگزار شد، در ماده ۳۰۰۰ متر با سرعت پرش، زنان شرکت کرد.  و نتوانست به رقابت پایانی صعود کند. 

## بهترین زمان ثبت شده
- بهترین زمان ثبت شده، ۹:۳۰،۲۳ در ۳۰۰۰ متر با اسب دوانی - ۲۴ اوت ۲۰۱۵، پکن، چین (مسابقات جهانی ۲۰۱۵) بود. [۷]

## مراجع
1. ↑  آک‌کورت،اورهان،تاریخ=۲۰۰۴-۰۱-۱۲ (2004-01-12). "ورزشکاران برای کسب مقام اول در جاده های برفی به شدت رقابت کردند". زمان (به ترکی). Retrieved 2012-05-20.{{cite news}}:  نگهداری یادکرد:زبان ناشناخته (link)
2. ↑  "ورزشکاران/دو و میدانی-ازلم کایا" (به ترکی). وزارت جوانان و ورزش - ورزشکاران ترکیه در المپیک 2012 لندن. Archived from the original on 5 اكتبر 2013. Retrieved 2012-05-25. {{cite web}}: Check date values in: |archive-date= (help)نگهداری یادکرد:زبان ناشناخته (link)
3. ↑  "مسابقات مرحله سوم لیگ بین باشگاهی کراس کانتری" (PDF) (به ترکی استانبولی). وزارت ورزش و جوانان. Retrieved 2012-05-20.
4. ↑  "اوزلم کایا نیز ویزای المپیک دریافت کرد". آژانس ورزشی (به ترکی استانبولی). 2012-05-19. Retrieved 2012-05-20.
5. ↑  "اوزلم کایا زندگی‌نامه، آمار و نتایج". المپیک در سایت مرجع ورزشی (به انگلیسی). Archived from the original on 2020-04-18. Retrieved 2019-08-17.
6. 1 2  "دوی مقدماتی۳۰۰۰ متر با مانع زنان" (PDF). مسابقات جهانی دو و میدانی ۲۰۱۷. Archived from the original (PDF) on 25 September 2020. Retrieved 11 November 2020.
7. ↑  "اوزلم کایا | پروفایل | iaaf.org". وبسایت اطلس جهانی. Retrieved 2019-08-17.